# クイズ・チャンス・チャンス
『クイズ・チャンス・チャンス』は、1969年10月4日から1970年3月28日までNET系列で放送されていたNETテレビ（現・テレビ朝日）製作のクイズ番組である。放送時間は毎週土曜 19:00 - 19:30（日本標準時）。
賞品の選択にルーレットを組み込んでいた視聴者参加型のクイズ番組で、毎回一般からの参加者7人が出場していた。解答者たちの座席の前には巨大なホイール（ルーレット盤）があり、出題と同時に回転を開始。解答者のいずれか1人が正解するとホイールが止まり、正解者の目の前で止まった箇所に記されている賞品が贈られた。
司会は、前番組『インスピレーションクイズ』から引き続きロイ・ジェームスが務めていた。

## 参考資料
- 産経新聞[どれ?]

| NET系列 土曜 19:00 - 19:30                                | NET系列 土曜 19:00 - 19:30                                   | NET系列 土曜 19:00 - 19:30                      |
| 前番組                                                    | 番組名                                                       | 次番組                                          |
| --------------------------------------------------------- | ------------------------------------------------------------ | ----------------------------------------------- |
| インスピレーションクイズ （1967年5月5日 - 1969年9月27日） | クイズ・チャンス・チャンス （1969年10月4日 - 1970年3月28日） | ピロピロゲーム （1970年4月4日 - 1970年6月27日） |